# Король гори (гра)
«Король гори» (також відомий як «король пагорба» або «король замку») — дитяча гра, метою якої є те, щоб один гравець залишався на вершині великого пагорба подібного об'єкта. Суперники намагаються зіштовхнути гравця і зайняти його місце, ставши таким чином новим королем гори.
Спосіб, яким короля можна «зняти» з пагорба, значною мірою залежить від правил, визначених гравцями перед початком гри. Зазвичай найпоширенішим способом зняття короля з пагорба є штовхання, а удари руками та ногами заборонені. Можливість більш жорстких варіантів гри призвела до того, що її часто забороняють у школах.
«Король вбивств» — це метод гри в страйкбол та варіанті пейнтболу «вудсбол», а також архетип різних відеоігор- шутерів від першої особи.

## Правила
Існує багато версій гри. До них належать:

### Класична версія
1. Перший, хто вибереться на пагорб на старті, стає королем.
2. Щоб стати королем, потрібно піднятися на пагорб і зіштовхнути короля з нього.
3. Зрештою, новий король перемагає або на погорбі лишається старий.

### Командна версія
У цій версії є дві або більше команд-суперників
1. Король — це лідер першої команди, яка піднялася на пагорб на початку гри.
2. Щоб стати новим королем, лідер команди-суперника повинен піднятися на пагорб і зіштовхнути короля.
3. Союзники короляможуть зіштовхувати супротивників і ворогів, а супротивники, які не є лідерами, можуть зіштовхувати союзників, але не короля.
4. У кінці гри кроль і його союзники перемагають (ті, хто володіють пагорбом).

### Версія «Королівська родина»
У цій версії є не тільки король, але й його родина, які утворюють команди по чотири особи.
1. Король, королева, принц і принцеса — це члени команди, які першими потрапляють на пагорб.
2. Гравці іншої команди можуть відштовхнути свого колегу на пагорбі та взяти на себе королівську роль.
3. Король або королева має можливість «вигнати» гравця команди суперника з пагорба та відправити його назад до їхньої команди в обмін на людину з такою ж роллю з команди короля або королеви.

## Використати як метафору
Назва гри стала поширеною метафорою для будь-якого виду змагальної гри з нульовою сумою або соціальної активності, в якій один переможець обирається з-поміж кількох учасників, а ієрархія створюється на основі висот, яких учасники досягають на пагорбі (те, що Говард Блум назвав «ієрархією» у своїй книзі «Принцип Люцифера»), і де перемога може бути досягнута лише ціною витіснення попереднього переможця.

## У спорті
У ракеткових видах спорту, таких як теніс чи піклбол, варіація цієї концепції проявляється в розважальній грі, яка почергово називається «Король корту» або «Королева корту». У цій грі один гравець призначається «королем»/«королевою» і займає одну сторону корту. Інші гравці, претенденти, шикуються в одну лінію на іншій стороні. Один претендент виходить вперед і грає очко (або кілька очок) проти короля. Очко може починатися або з подачі, або з дроп-удару. Якщо претендент виграє, він замінює короля на іншій стороні корту і стає новим королем.

## У відеоіграх
Концепція «короля гори» у відеоіграх була запроваджена гравцями Core War, які влаштовували битви між своїми воїнами за виживання. Турніри «короля гори» існують у Core War з 1980-х років.
У відеоіграх типу «Король гори» гравець або команда повинні утримувати контроль над певною територією (не обов'язково буквальною горою) протягом заздалегідь визначеного часу. Коли цей час закінчується, раунд або завершується, або на карті визначається нова територія. Гравці в основному вилучаються з території шляхом вбивства.
«Король гори» був представлений як варіант гри в багатьох відеоіграх, особливо в шутерах від першої особи, таких як Halo: Combat Evolved та більш традиційна Perfect Dark (а також, нещодавно, Gears of War 2). Одна з ігор, яка популяризувала такі режими, — це Team Fortress 2. У серії Splatoon є варіант гри «Король гори» під назвою Splat Zones. В Overwatch був режим під назвою «Контроль», який використовував механіку «короля гори». «Король гори» також є опцією в іграх з видом зверху, таких як серія Army Men.